# Camponotus aethiops
La formica dalla testa grossa (Camponotus aethiops, Latreille, 1798) è una formica appartenente al genere Camponotus.

## Descrizione
Camponotus aehiops è una formica di taglia medio grande, facilmente osservabile.
Mostra un caratteristico addome ingrossato, corpo con testa grande e livrea nera. Gli individui maschi e le operaie hanno una lunghezza corporea di circa 9–14 mm, mentre la femmina si distingue per mole corporea decisamente maggiore, può infatti raggiungere facilmente i 18 mm di lunghezza. Il corpo, oltre ad essere completamente nero, appare liscio, poco peloso, eccezion fatta per l'addome, nel quale sono evidenti, talvolta anche ad occhio nudo, dei piccoli peli, situati per lo più nella parte terminale. Una caratteristica peculiare di queste formiche è data dalla presenza di alcuni individui aventi il capo (testa) assai più grande della media. Da questo carattere anatomico è derivato il nome comune e volgare dato a questa specie di formica dalla testa grossa.

## Distribuzione e habitat
Le colonie, diffuse in tutta Europa, nel Medio Oriente e nel Nord Africa, si possono rinvenire nei luoghi più vari, inclusi gli areali urbani, anche se solitamente proliferano nei pascoli, nei campi aperti, nei giardini e nei boschi.

## Etologia
Si nutrono solo di sostanze zuccherine, quindi sono delle vere e proprie esperte nella coltura di afidi, considerati preziosi alleati nella produzione del ricercatissimo escremento a base di zucchero da questi emesso. Oltre che di sostanze zuccherine, il loro nutrimento include anche nettare floreale e talvolta alcuni frutti, in particolare fragole e simili, mangiandone talvolta anche i semi.
Le formiche operaie comunicano fra di loro mediante il rilascio nel terreno o ambiente circostante (foglie, stecchi e simili) di feromoni, una sostanza chimica volatile che riescono a percepire mediante l'olfatto.
Questa sostanza viene utilizzata per vari motivi, in particolare per inviare segnali di allerta alle compagne in caso di pericolo o per indicare il sentiero da seguire per raggiungere il cibo. Le tracce lasciate sul terreno, durante le varie esplorazioni, quasi sempre non troppo distanti dal nido, indicano il percorso in modo preciso, e forniscono una mappa alle nuove operaie in attività.
Raramente attaccano altri insetti ma, in alcune occasioni, si è potuto osservare come difendano la colonia degli afidi dalle coccinelle, nemiche naturali e ghiotte predatrici di afidi.
Dal formicaio, generalmente riconoscibile per la presenza di un piccolo monticello sabbioso, che emerge sul suolo circostante, le operaie addette al compito di raccolta, seguono la scia di feromoni, precedentemente rilasciata dalle operai raccoglitrici. La scia rilasciata sul terreno in genere si disperde dopo una settimana, tuttavia, specie se il cibo è abbondante, può durare anche un'intera stagione, in quanto viene continuamente rinnovata ad ogni passaggio sia delle esploratrici che delle raccoglitrici.